# 세르히오 리코
세르히오 리코 곤잘레스(스페인어: Sergio Rico González, 1993년 9월 1일 ~ )는 스페인 라리가 소속팀인 마요르카에서 골키퍼로 활약하고 있는 스페인의 축구 선수이다.

## 어린 시절
리코는 스페인 세비야에서 태어났다. 그는 세비야에서 유소년 축구를 했으며, 그의 첫 시즌을 세군다 디비시온 B의 리저브 팀에서 보냈고 2013년 7월 1일, 그는 구단과 새로운 2년 계약을 체결했다.

## 국가대표 경력
2015년 5월 26일, 그는 코스타리카와의 친선 경기와 벨로루시와의 UEFA 유로 2016 예선전을 앞두고 처음으로 스페인 국가대표팀에 소집되었지만, 경기에 출전하지는 못했다. 6월 1일 잘츠부르크에서 열린 대한민국과의 친선 경기에서 마지막 14분 동안 교체 출전해 데뷔전을 치렀다.

## 수상
세비야
- UEFA 유로파리그: 2014–15, 2015–16